# Conanalus pieli
Conanalus pieli är en insektsart som först beskrevs av Tinkham 1943.  Conanalus pieli ingår i släktet Conanalus och familjen vårtbitare. Inga underarter finns listade i Catalogue of Life.